# (34636) Lauwingkai
(34636) Lauwingkai est un astéroïde de la ceinture principale découvert en 2000.

## Description
(34636) Lauwingkai a été découvert le 1er novembre 2000 à l'observatoire Desert Beaver, un observatoire astronomique privé situé près d'Eloy, en Arizona aux États-Unis, par William Kwong Yu Yeung.

### Caractéristiques orbitales
L'orbite de cet astéroïde est caractérisée par un demi-grand axe de 3,11 ua, un périhélie de 2,79 ua, une excentricité de 0,10 et une inclinaison de 14,89° par rapport à l'écliptique. Du fait de ces caractéristiques, à savoir un demi-grand axe compris entre 2 et 3,2 ua et un périhélie supérieur à 1,666 ua, il est classé, selon la JPL Small-Body Database, comme objet de la ceinture principale.

### Caractéristiques physiques
(34636) Lauwingkai a une magnitude absolue (H) de 13,6 et un albédo estimé à 0,073.